# Flájský potok
Flájský potok (též řeka Fláje, německy Flöha) pramení ve východní části Krušných hor v Grünwaldském vřesovišti poblíž Bouřňáku (869 m n. m.) nad obcí Mikulov v okrese Teplice. Odtud teče západním směrem. Zhruba po sedmi kilometrech vtéká do Flájské vodní nádrže, jež je zdrojem pitné vody pro Mostecko a Teplicko a nalézá se již v mosteckém okrese. Přehrada byla dokončena v roce 1962. Dále potok teče přes Český Jiřetín do Saska, kde získává jméno Flöha. Na českém území je Flájský potok dlouhý 16,6 km, plocha povodí měří 67,4 km² a průměrný průtok u státní hranice dosahuje 1,02 m³/s.
Hned na počátku své německé cesty vtéká opět do přehrady Rauschenbach. Dále teče přes Neuhausen. V úseku mezi Hirschbergem a Zeleným Dolem (Grünthalem) tvoří česko-německou hranici (katastr obce Brandov). Zde krátce po sobě zleva přijímá Svídnici a Načetínský potok, načež definitivně vstupuje na saské území. Dále protéká městem Olbernhau, v Pockau do Flöhy ústí říčka Černá (Schwarze Pockau) pramenící u Jelení hory v katastrálním území Kryštofovy Hamry, dále teče poblíž Lengfeldu, pod zámkem Rauenstein. Ve městě Flöha u Saské Kamenice (Chemnitz) se Fláje zprava vlévá do řeky Zschopau.

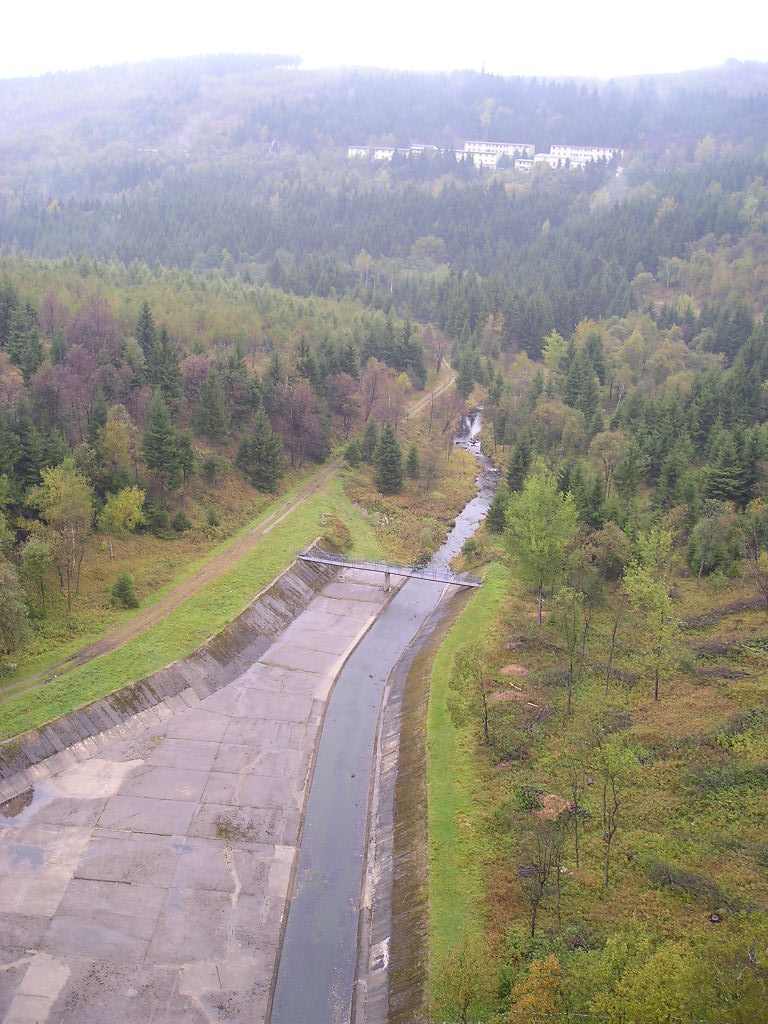
Flájský potok pod hrází vodní nádrže Fláje
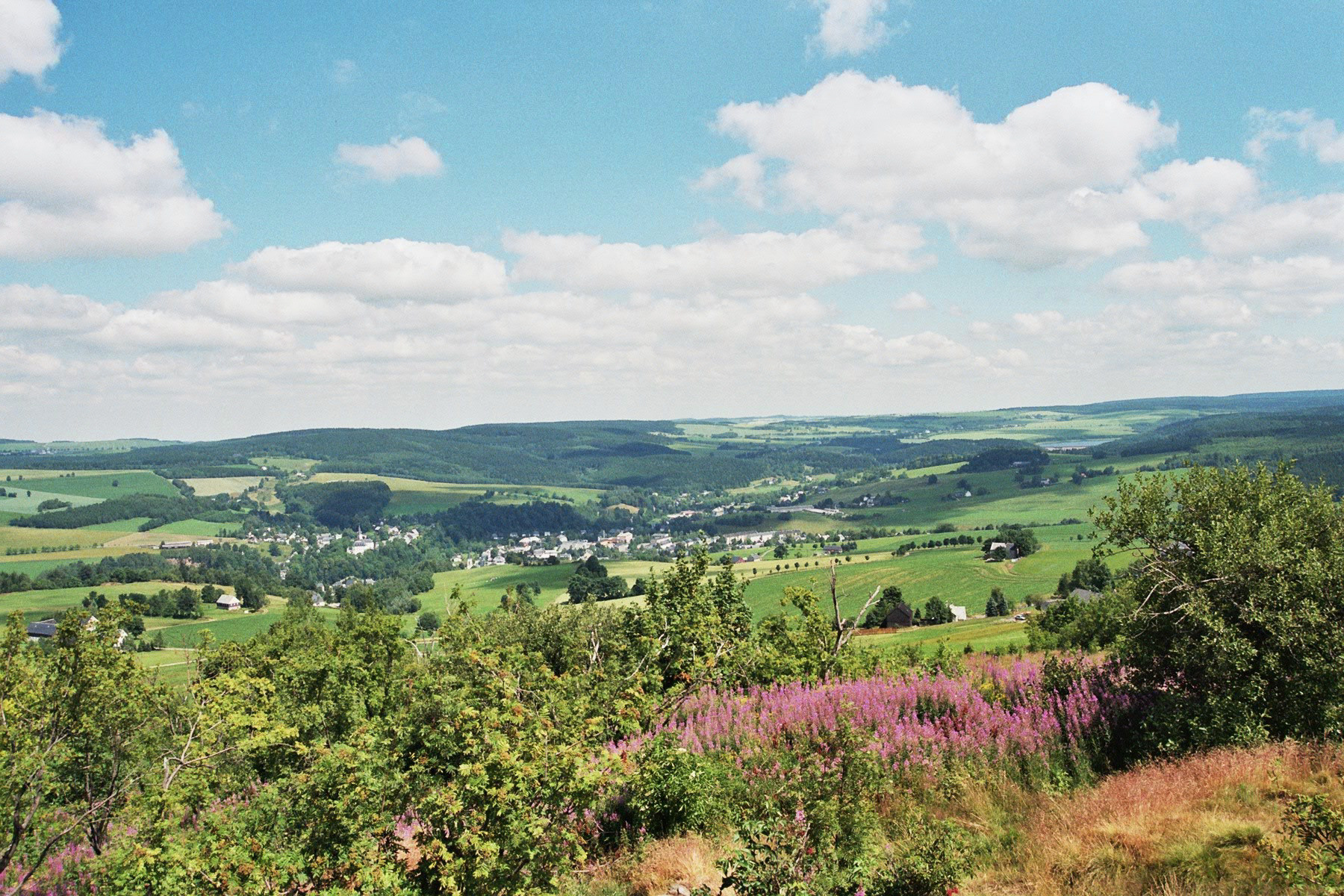
Údolí Flájského potoka na saské straně; v pozadí vpravo vodní nádrž Rauschenbach
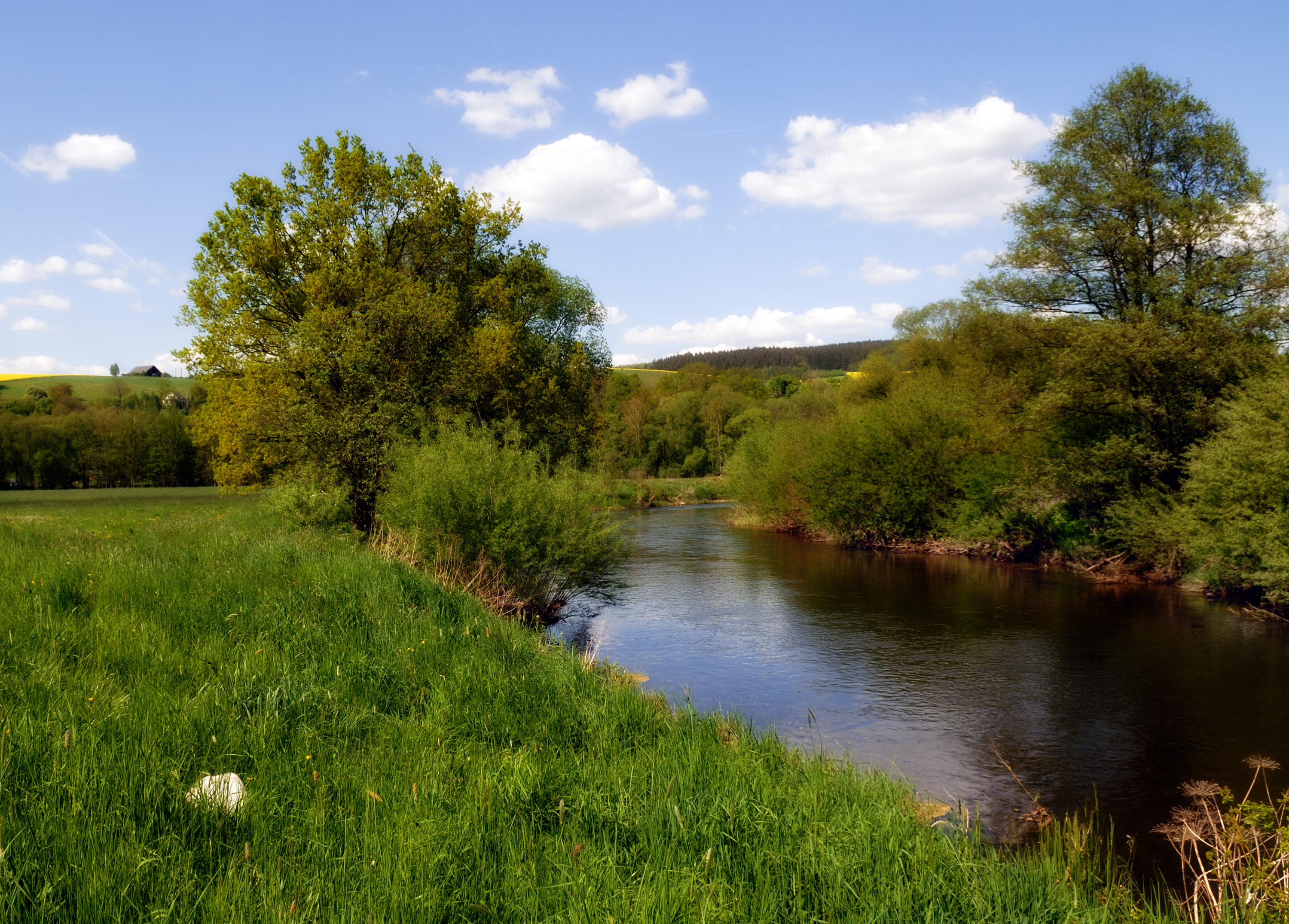
Fláje těsně před ústím do Zschopau

## Významnější přítoky z Čech
(L=levý, P=pravý)
- Potok Tří pánů (L)
- Radní potok (L)
- Rašeliník (L)
- Bystrý potok (P)
- Pstružný potok (L)
- Svídnice (L)
- Načetínský potok (L)
- Černá (L)